# Antony de Ávila
Ántony Wílliam de Ávila (Santa Marta, 21 december 1962) is een voormalig profvoetballer uit Colombia. Hij speelde als aanvaller en stond bekend als El Pitufo ("De Smurf") en El Pipa vanwege zijn geringe lengte (1 meter 57).

## Clubcarrière
De Ávila speelde als aanvaller bij onder meer América de Cali (Colombia), MetroStars (Verenigde Staten), Unión de Santa Fe (Argentinië) en Barcelona SC (Ecuador). Met 214 goals is hij topscorer aller tijden van América de Cali. De Ávila maakte 29 goals voor América de Cali in 93 duels, en 3 goals in 12 wedstrijden voor Barcelona SC, in de Copa Libertadores.
In 1985 stond hij met zijn team in de finale van de Copa Libertadores tegen Argentinos Juniors. Het draaide uit op strafschoppen, iedereen trof raak en de Ávila miste de laatste penalty waardoor de Argentijnen wonnen.

## Interlandcarrière
De Ávila speelde 53 officiële interlands voor Colombia in de periode 1983-1998, en scoorde dertien keer voor de nationale ploeg. Hij maakte zijn debuut in de vriendschappelijke uitwedstrijd tegen Ecuador (0-0) op 26 juli 1983 in Quito. De Ávila nam met Colombia onder meer deel aan twee WK-eindronden: in 1994 en 1998.

## Erelijst
América de Cali
- Colombiaans landskampioen

1982, 1983, 1984, 1985, 1986, 1990, 1992
- Topscorer Copa Mustang

1990 (25 goals)
- Topscorer Copa Libertadores

1996 (11 goals)
 Barcelona SC
- Ecuadoraans landskampioen

1997